# 柴田工業 (粘着テープ)
柴田工業（しばたこうぎょう）は、大阪市東住吉区に本社を構える、粘着クリーナーテープの製造・販売を行う株式会社。

## 概要
キャッチコピーは｢クリーンライフカンパニー｣。自社ブランド｢コロりん｣を2008年より立ち上げ、2009年5月より新製品｢めくりんポイ｣の販売を開始している。

## 沿革
- 1982年（昭和57年）11月 - 柴田工業株式会社を創設。
- 1985年（昭和60年）5月 - 大阪府八尾市太田新町に八尾第1工場を新設し、粘着クリーナーテープの製造を開始。
- 1987年（昭和62年）10月 - 大阪府八尾市太田新町に八尾第2工場を新設。
- 1988年（昭和63年）11月 - 大阪市東住吉区に東住吉工場を新設。
- 1989年（平成元年）
  - 4月 - 大阪市平野区に平野第1工場を新設。
  - 11月 - 本社社屋を新設。
- 1990年（平成2年）
  - 3月 - 三重県名張市に名張工場、名張物流倉庫を新設。
  - 8月 - 大阪市平野区に平野第2工場を新設。
- 1991年（平成3年）6月 - 名張物流倉庫を増設。
- 1993年（平成5年）
  - 1月 - 平野第1工場を現在の場所に新設・移転
  - 10月 - 平野第2工場を拡張。
- 1994年（平成6年）9月 - 関東の営業拠点として東京支店を開設。
- 1995年（平成7年）7月 - 平野ロジスティクスを新設。
- 2003年（平成15年）
  - 8月 - 中国工場を新設。一部の設備を中国工場へ移設し、粘着クリーナーテープの製造を開始。
  - 10月 - 関西の物流拠点として大阪府東大阪市に大阪物流倉庫を開設。
  - 11月 - 関東の物流拠点として神奈川県川崎市に関東物流倉庫を開設。
- 2004年（平成16年）11月 - 粘着クリーナーテープの設備を全て中国工場へ移設。これに伴い平野第2工場を閉鎖。
- 2006年（平成18年）8月 - 大阪物流倉庫を現在地へ移管。
- 2007年（平成19年）8月 - 関東物流倉庫を現在地へ移管。
- 2008年（平成20年）
  - 3月 - 業務集約を目的に東京支店を閉鎖。
  - 10月 - 北日本の物流拠点として北海道石狩市に石狩倉庫を開設。